# Pektinska kiselina
Pektinska kiselina (poligalakturonska kiselina) je u vodi nerastvorna, transparentna želatinozna kiselina koja se javlja u zrelom voću i pojedinom povrću. Ona je proizvod degradacije pektina u biljkama, i formira se putem interakcije između pektinaze i pektina.

## Literatura
- G. O. Aspinall and A. Cañas-Rodriguez (1958). „810. Sisal pectic acid”. Journal of the Chemical Society: 4020—4027. doi:10.1039/JR9580004020.